# 桐畈镇
桐畈镇，是中华人民共和国江西省上饶市广丰区下辖的一个乡镇级行政单位。

## 行政区划
桐畈镇下辖以下地区：
桐家畈社区、溪山社区、下社村、高厅村、王家村、深坑村、蒋坞村、二渡关村和鲍坞村。